# 公務員敍用委員會
公務員敍用委員會（英語：Public Service Commission）是香港特別行政區政府轄下的法定機構，於1950年根據《香港法例》第93章《公務員敍用委員會條例》成立，專門負責處理公務員銓敍事宜，包括聘用、晉升及紀律事宜等，並且向行政長官提出相關建議。

## 成員
- 主席

鄭美施女士（2023年5月1日起）
- 委員

陳鎭仁博士（由2019年12月起）
雷鼎鳴教授（由2021年6月起）
陳瑞娟女士（由2022年5月起）
龔楊恩慈女士（由2022年5月起）
林偉喬先生（由2024年2月起）
黃冠文先生（由2024年2月起）
朱國樑先生（由2024年7月起）
姚建華先生（由2024年7月起）
- 秘書

鄭鳳樱女士（由2018年10月起）

## 歷任主席
- Thomas Megarry（1950年8月至1951年3月）
- 羅文錦（署任主席，1951年3月至1951年4月）
- Ernest Hillas Williams法官（1952年6月至1953年5月）
- Trevor Jack Gould法官（1953年5月至1953年11月）
- John Robert Jones（1953年11月至1959年1月，於1951年4月至1952年6月間署任主席）
- 利銘澤（1959年1月至1959年7月）
- Mr E R Childe JP（1959年7月至1965年5月）
- M S Cumming（1965月6月至1967年5月）
- 赫維爾（1967年5月至1971年11月）
- 何禮文（1971年11月至1977年5月）
- 陸鼎堂（1977年5月至1978年3月）
- 黎保德（1978年3月至1980年）
- 李福逑（1980年10月至1987年5月）
- 何鴻鑾（1987年5月至1991年6月）
- 徐淦（1991年6月至1996年7月）
- 鮑文（1996年8月至2005年4月）
- 吳榮奎（2005年5月1日至2014年4月30日）
- 劉吳惠蘭（2014年5月1日至2023年4月30日）
- 鄭美施（2023年5月1日至2026年4月30日）

## 外部連結
- 香港特別行政區政府 公務員敍用委員會 （页面存档备份，存于）